# Reinhard Frank
Reinhard Frank, född 16 augusti 1860 i Hatzfeld/Eder, Hessen, död 21 mars 1934 i München, var en tysk jurist, inriktad på straffrätt.
Frank blev privatdocent i Marburg 1887 samt professor i Giessen 1890, i Halle an der Saale 1900, i Tübingen 1902 och i München 1914, vid vars universitet han var rektor 1920-21. Han anslöt sig till Internationella kriminalistföreningen, dock utan att dela dess längst gående reformsträvanden. 
Frank utgav bland annat en mycket anlitad kommentar till den tyska strafflagen (1897; 11:e-14:e upplagorna 1914) och var från 1903 medutgivare av "Der Pitaval der Gegenwart".